# Franco Mannino
Franco Mannino (Palermo, 25 aprile 1924 – Roma, 1º febbraio 2005) è stato un compositore, pianista e direttore d'orchestra italiano.
Nella sua carriera ha scritto oltre 600 composizioni, fra cui 150 colonne sonore per il cinema.

## Biografia
A 16 anni ha iniziato la sua carriera come pianista come allievo di Renzo Silvestri, avendo come compagno di corso Virgilio Savona.. Nel 1950 ha vinto il premio Columbus negli Stati Uniti. Nel 1952 ha una parentesi "estemporanea" nel mondo della musica leggera: scrive infatti, insieme a Gorni Kramer, la musica per una canzone che, con il testo di Tata Giacobetti del Quartetto Cetra e il titolo Due gattini, viene presentata dal Duo Fasano al Festival di Sanremo 1952, senza arrivare però in finale; in questa occasione  Mannino utilizzerà lo pseudonimo Trinacria.
Nel 1955 sposò Uberta Visconti di Modrone, sorella minore del grande regista Luchino Visconti, da cui ebbe due figli. Cinque anni dopo esordì sul podio, dedicandosi soprattutto al repertorio novecentesco (Bartók, Berg e Kabalevski). Ha fatto conoscere la musica di Dallapiccola in Unione Sovietica; in Russia, ha registrato venticinque dischi con l'Orchestra filarmonica di Leningrado ed è stato il primo direttore d'orchestra italiano invitato in Cina a dirigere le orchestre di Pechino e Shanghai. Dal 1982 ha diretto l'orchestra del National Arts Centre di Ottawa registrando, nel 1984, Italian Operatic Ouvertures, che ebbe un grande successo in America.
Dal 1969 al 1971 è stato Direttore artistico del teatro San Carlo di Napoli. Nel 1970 viene eletto Accademico di Santa Cecilia a Roma e Presidente dell'Accademia Filarmonica di Bologna. Nel 1991 ha rassegnato le dimissioni da tutti gli incarichi ufficiali, in modo da avere più tempo da dedicare allo studio e alla creazione di nuove opere.
La sua prima opera, Mario e il mago, è stata rappresentata alla Scala di Milano nel 1956, con la regia di Luchino Visconti, diretta da Luciano Rosada con Salvo Randone e, nel 1957, fu chiamato da Herbert von Karajan a rappresentarla alla "Staatsoper" di Amburgo. Per Mario e il mago ha ricevuto in Francia il Premio "Diaghilev". Ha scritto la Missa pro defunctis in ricordo del violinista Leonid Kogan, rappresentata in prima assoluta a Mosca nel secondo Festival internazionale di arte contemporanea.
Come autore di colonne sonore, ha vinto il David di Donatello per le musiche de L'innocente di Visconti, curando anche quelle di Ludwig, Bellissima, Gruppo di famiglia in un interno e Morte a Venezia. Ha scritto musiche anche per film di John Huston, Léonide Moguy e Mario Soldati.
Il 12 maggio 1997, Franco Mannino ha diretto il concerto di apertura del ricostruito Teatro Massimo di Palermo e, il 23 luglio 2000, in occasione del Giubileo, dopo duemila anni il Colosseo ha riaperto alla musica, per la sua Missa Solemnis Pro Jubilaeo Domini Nostri Tertio Millennio, diretta dallo stesso autore, con l'orchestra, i solisti e il coro del Teatro dell'Opera di Roma.

## Opere

### Opere liriche
- Vivì, op.19 (1957) nel Teatro San Carlo di Napoli, dramma lirico in 4 atti e 6 quadri, libretto di Bindo Missiroli e Paola Masino, dirige Tullio Serafin con Rosanna Carteri
- La speranza, melodramma in 3 atti, libretto di Luigi Malerba ed E. Visconti (1970 Teatro Verdi (Trieste))
- La stirpe di Davide, op.22 (1958)
- Le notti della paura, op.27 (1960)
- Il diavolo in giardino, op. 31 (1963) nel Teatro Massimo di Palermo con Clara Petrella, Jolanda Gardino, Gianna Galli, Antonio Annaloro, Ugo Benelli ed Enrico Campi
- Luisella, op.33 (1962)
- Il quadro delle meraviglie, op.34 (1962)
- Il ritratto di Dorian Gray, op.87 (1973)
- Il principe felice, op.227 (1987 al Teatro alla Scala di Milano)
- Le teste scambiate, op. 281 (1988)

### Pagine sinfoniche
- Tre Tempi, op.12 (1951)
- Suite per orchestra dall'opera Mario il mago, op.14 (1952)
- Concerto in re minore per pianoforte e orchestra, op.17 (1954)
- Sinfonia americana, op.18 (1954)
- Suite da un'opera immaginata, op.28 (1961)
- Mottetti strumentali, op.36 (1964)
- Capriccio di Capricci -Due studi per orchestra di virtuosi, da Paganini-, op.50 (1969)
- Sinfonia n.2, op.78 (1972)
- Concerto in sol per violoncello e orchestra, op.102 (1974)
- Cinque romanze per viola e orchestra,op.116 (1975)
- Sinfonia n.3, op.177 (1978)
- Settecento, op.204 (1979)
- Nirvana, op.209 (1980)
- Concerto per 6 violini,2 pianoforti e orchestra, op.214 (1980)
- Sinfonia n.4 "di Leningrado", op.225 (1981)
- Sinfonia n.5 "di Rideau Lake", op.237(1984)
- Sinfonia n.6, op.262 (1986)
- Sinfonia n.7, op.319 (1989)
- Sinfonia n.8 "degli Oceani", op.322 (1990)
- Sinfonia n.9, op.409 (1991)
- Sinfonia n.10 "da Colombo a Broadway", op.410 (1991)
- Evanescenze per arpa e orchestra, op.441 (1992)
- Sinfonia n.11, op.442 (1993)
- Sinfonia n.12 "Panormus", op.457 (1994)
- Ninna Nanna, op.575 (2001)

### Musica da camera
- Canto per violino e pianoforte, op.4 (1941)
- Melodie per flauti di bambù, op.25 (1959)
- Variazioni capricciose per 3 violini, op.41 (1966)
- Enigma per quartetto d'archi, op.56 (1969)
- Sonata per violoncello solo, op.63 (1970)
- Elegia per timpano e pianoforte, op.70 (1971)
- La stella della sera per 2 corni, tromba e pianoforte, op.84 (1972)
- Mutazioni per flauto solo, op.90 (1975)
- L'attesa,per violino e percussione, op.176 (1977)
- Tre canzoni per arpa, op.205 (1979)
- Rebus per flauto solo, op.228 (1981)
- Suoni astrali per 8 viole, op.245 (1985)
- Inquietudini per clarinetto e pianoforte, op.280 (1987)
- Tre impressioni seriali per basso tuba, op.325/327 (1990)
- Meriggio per quartetto di saxofoni, op.504 (1995)
- Arpeggione per marimba, op.556 (1997)
- Percezioni per quattro saxofoni, op.573 (1998)
- Quindici pezzi per l'"ADELCHI" suite per violoncello solo, op.420/434

### Colonne sonore
- Maracatumba... ma non è una rumba, regia di Edmondo Lozzi (1949)
- Bellissima, regia di Luchino Visconti (1951)
- Domani è un altro giorno, regia di Léonide Moguy (1951)
- Cinema d'altri tempi, regia di Steno (1953)
- La provinciale, regia di Mario Soldati (1953)
- La romana, regia di Luigi Zampa (1954)
- Beatrice Cenci, regia di Riccardo Freda (1956)
- I vampiri, regia di Mario Bava e Riccardo Freda (1957)
- Morgan il pirata, regia di André De Toth e Primo Zeglio (1960)
- Le sette spade del vendicatore regia di Riccardo Freda (1962)
- La rivolta dei sette, regia di Alberto De Martino (1964)
- Madamigella di Maupin, regia di Mauro Bolognini (1966)
- Morte a Venezia, regia di Luchino Visconti  (1971)
- Gruppo di famiglia in un interno, regia di Luchino Visconti  (1974)
- Identikit, regia di Giuseppe Patroni Griffi (1974)
- L'innocente, regia di Luchino Visconti  (1976)
- Un uomo in ginocchio, regia di Damiano Damiani (1979)
- Follia omicida, regia di Riccardo Freda (1981)

## Riconoscimenti
- 1950 - Premio "Columbus" per l'Arte. (Stati Uniti)
- 1956 - Premio "Diaghilev" a Mario e il mago, come migliore spettacolo rappresentato nel 1956 (Francia, al Teatro alla Scala)
- 1964 - Premio internazionale "Luigi Illica" come direttore di opere italiane verdiane e post-verdiane
- 1968 - "Medaglia d'oro" per meriti artistici e culturali del Presidente della Repubblica Italiana.
- 1975 - L'AGIS gli conferisce la medaglia d'oro per oltre 25 anni di benemerita attività professionale di chiara fama
- 1976 - Premio "David di Donatello" per la colonna sonora del film L'innocente di Luchino Visconti
- 1979 - Premio "Viotti d'oro" dalla "Società del Quartetto" di Vercelli
- 1979 - Premio speciale per la sua attività di compositore conferitogli dall'ENAPPSMSAD
- 1980 - Riconoscimento come campione d'Italia nel mondo, premio nazionale dei "Numeri uno" conferitogli per onorare il contributo offerto dalla sua affermazione al prestigio dell'Italia
- 1982 - Premio "Via Giulia" per una vita dedicata alla musica
- 1983 - Premio "Numeri uno" internazionale per la sua attività ricca di contributi al prestigio della cultura italiana nel mondo
- 1983 - Premio "Lorenzo il Magnifico" dell'Accademia Medicea di Firenze
- 1984 - Riconoscimento del Canadian Music Council a Franco Mannino e alla National Arts Centre Orchestra per la migliore trasmissione della CBC nella stagione 1983-1984
- 1987 - "Premio Nazionale Fabriano Artisti dello Spettacolo"
- 1987 - Premio "Telamone" del Centro Programmazione Azione Sociale di Agrigento
- 1987 - Premio "Italo Gemini per lo Spettacolo Italiano" dell'A.G.I.S
- 1991 - Premio Colonna Sonora
- 1992 - Il Teatro dell'Opera di Roma dedica a Mannino una targa di bronzo, che viene posta di fronte a quella in onore di Giuseppe Verdi
- 1993 - Il Presidente della Repubblica Scalfaro conferisce a Mannino l'onorificenza di Commendatore ordine al merito della Repubblica Italiana
- 1995 - Il Presidente della Repubblica Scalfaro gli conferisce l'onorificenza di Grande Ufficiale dell'Ordine al merito della Repubblica Italiana"
- 1996 - Riceve il Premio Michelangelo
- 1996 - Riceve il Premio letterario "Pianeta Azzurro Fregene"
- 1997 - Il Dipartimento per l'informazione e l'Editoria della Presidenza del Consiglio dei ministri gli assegna all'unanimità il Premio della Cultura 1996
- 1997 - Riceve il Premio Magna Grecia
- 1997 - Riceve il Premio Speciale Diego Fabbri
- 1998 - Il 25 maggio riceve il "Premio Carsulae" per avere onorato e per continuare a onorare il mondo dell'arte e della cultura
- 1998 - Riceve il premio "2000 - L'era dell'uomo" conferitogli dall'Accademia delle Belle Arti di Roma
- 2002 - Riceve il Premio nazionale "La penna d'oro" per il settore arte e letteratura
- 2003 - In giugno riceve il premio "Baiocco d'Oro" per la cultura